# Zvonimir Srna
Zvonimir Srna (Dubrovnik, 18. siječnja 1998.), hrvatski rukometaš i reprezentativac.Igra na poziciji lijevog vanjskog.
Njegov otac Renato Srna bio je vratar NK Neretve, a Zvonimirova majka Ivana bila je rukometašica ŽRK Metković, baš kao i mlađa sestra Antonela. Njegov stric je proslavljeni hrvatski nogometaš Darijo Srna.
Dobitnik je godišnje Nagrade grada Metkovića "Ždral" u području sporta za 2020. godinu

## Klupska karijera
U veljači 2020. 2,02 m visoki lijevi bek prešao je u prvaka Hrvatske RK Zagreb. Nakon što je sezonu 2020./'21 započeo u HRK Gorici, nakon mjesec dana vratio se u Zagreb. S momčadi glavnog grada osvojio je Premier ligu i kup 2021., 2022. i 2023. godine.

## Reprezentacija
Srna je s hrvatskom reprezentacijom osvojio 8. mjesto na Europskom prvenstvu 2022., postigavši četiri pogotka u tri utakmice. Na Svjetskom prvenstvu 2023. reprezentacija je zauzela 9. mjesto, a Srna je zabio jednom u svom jedinom nastupu. Srna je za Hrvatsku odigrao svih pet utakmica skupine na Olimpijskim igrama u Parizu 2024. Na Svjetskom prvenstvu 2025. s reprezentacijom je osvojio 2. mjesto te je zabio 26 golova.